# Brazilian Girls
Brazilian Girls — группа из Нью-Йорка, известная эклектичными композициями, сочетающими электронную танцевальную музыку с танго, шансоном, хаусом и лаунжем. Ни один член коллектива не является бразильцем; в коллективе всего одна женщина — вокалистка Сабина Скьюбба (Sabina Sciubba). Другие члены коллектива — клавишник Диди Гутман (Didi Gutman), барабанщик Аарон Джонстон (Aaron Johnston) и покинувший группу басист Десс Мерфи (Jesse Murphy).
Группа выпустила 3 студийных альбома: Brazilian Girls в 2005, Talk to La Bomb в 2006 и New York City (2008).

## История
Дочь итальяно-немецких родителей, Сабина Скьюбба родилась в Риме 12 октября 1971 и выросла в Мюнхене и Ницце. Изучала немецкий, французский, испанский, итальянский и английский языки, которые в настоящее время активно использует в пении (все пять языков звучали на первом альбоме группы).
Перед образованием Brazilian Girl, Скьюбба записала два джазовых альбома — You Don’t Know What Love Is и Meet Me in London.
Группа сформировалась в 2003, во время джемминга в нью-йоркском клубе (остальные музыканты будущего коллектива, в свою очередь, имели опыт работы с Джоном Зорном). В процессе совместных выступлений, группа написала множество оригинальных песен, которые в дальнейшем вошли в их дебютный альбом.
1 февраля 2005 группа выпустила свой первый альбом Brazilian Girls.
В 2009 году во время разработки GTA: TBoGT Десса Мерфи вместе с Аароном Джонстоном и гитаристом Ави Бортником пригласили на сочинение главной музыкальной темы в Бруклине, на офис звукозаписывающей компании Blue Sunset Studios вместе с Rockstar Games, в ходе которого её назвали "I Keep On Walking".

## Дискография

### Альбомы
- Brazilian Girls (2005)
- Talk to La Bomb (2006)
- New York City (2008)

### Синглы и мини-альбомы
- Lazy Lover EP (2004)
- Don’t Stop (2005)
- More Than Pussy — The Remix EP (2007)

### Видео
- Brazilian Girls: Live in NYC (2005)

### Саундтреки и главные музыкальные темы к играм
- I Keep On Walking (совместно с гитаристом Ави Бортником, GTA: TBoGT) (2009)

## Иллюстрации

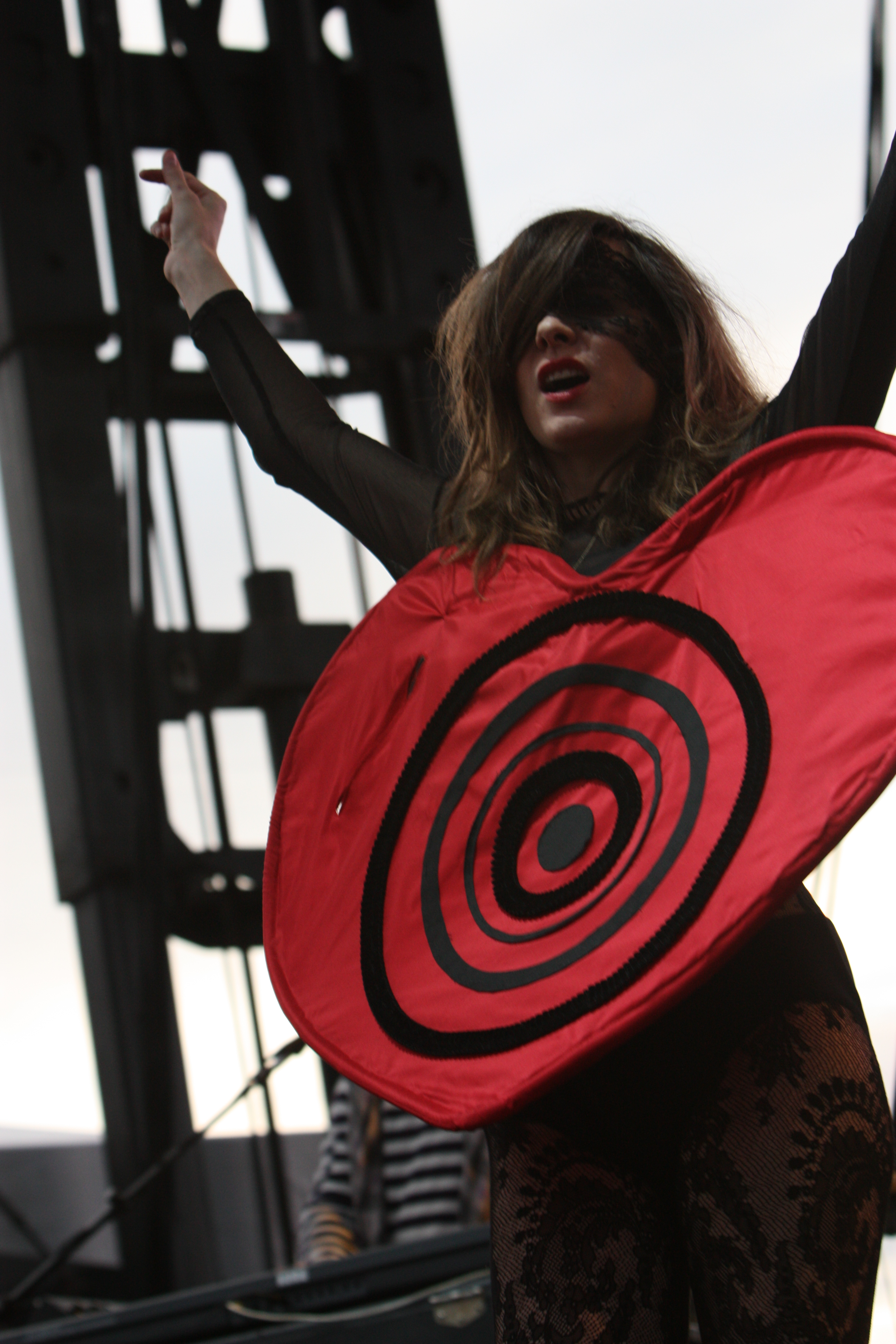
Мартина Скьюбба на Treasure Island Music Festival, 2009
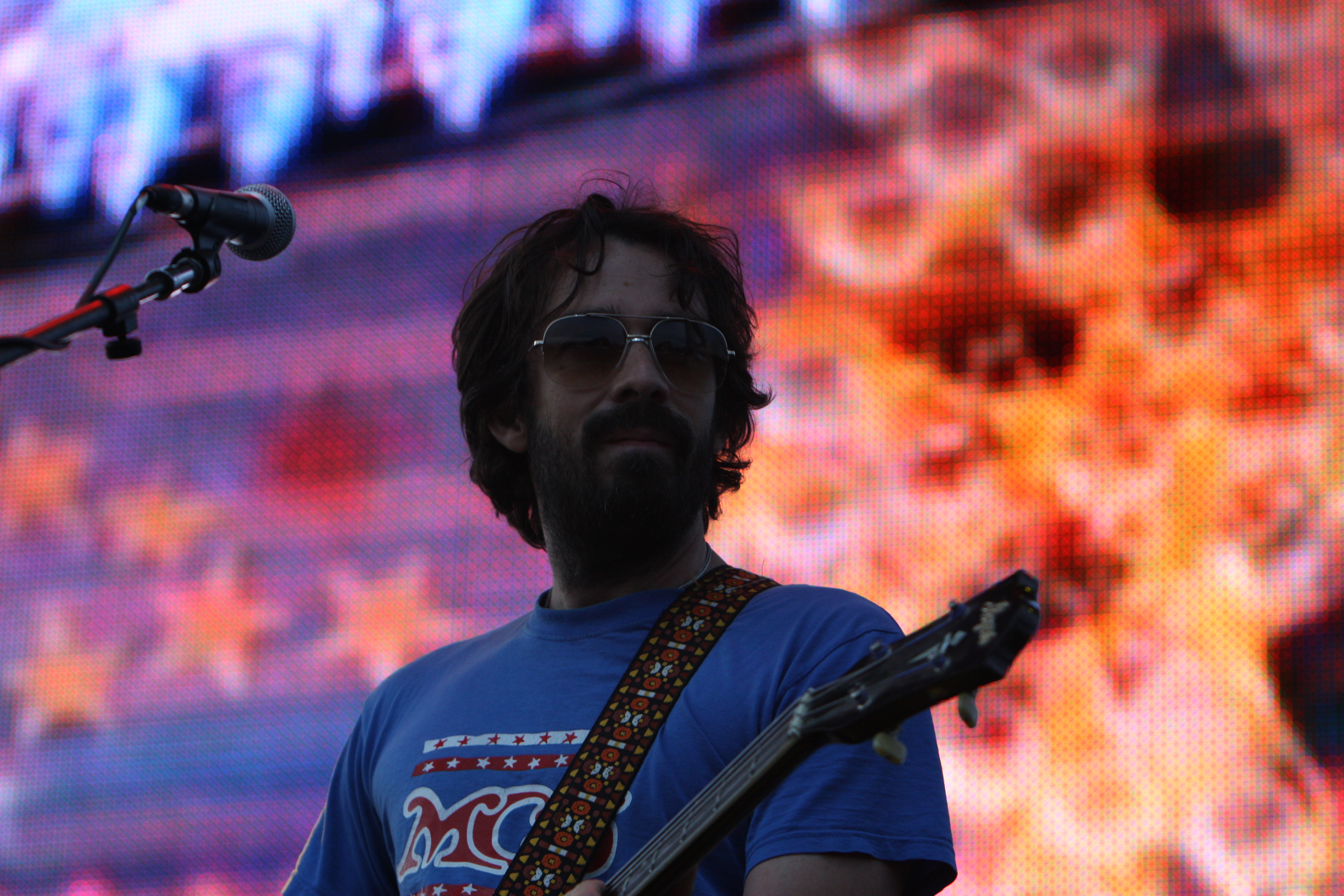
Brazilian Girls на Treasure Island Music Festival, 2009
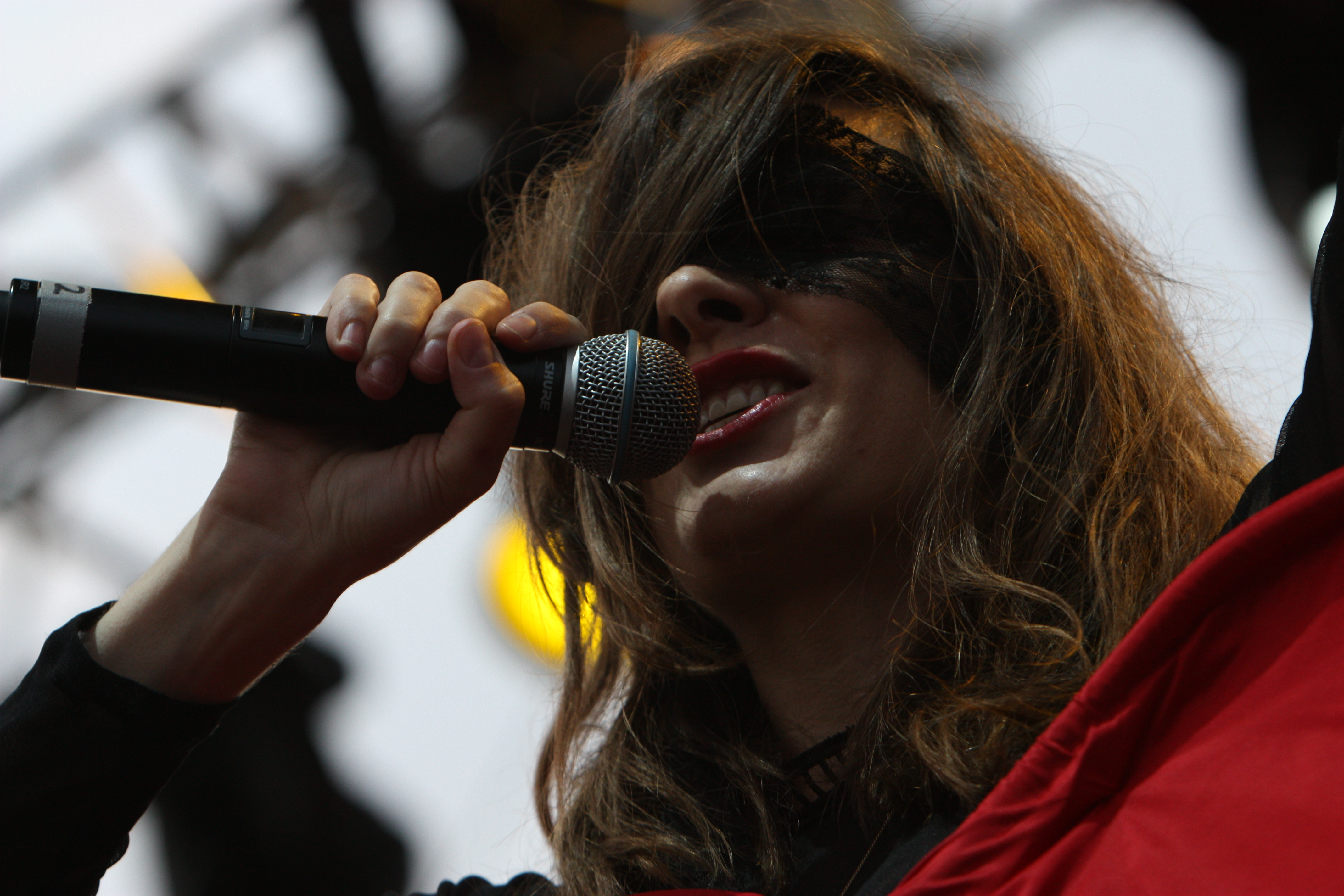
Мартина Скьюбба на Treasure Island Music Festival, 2009
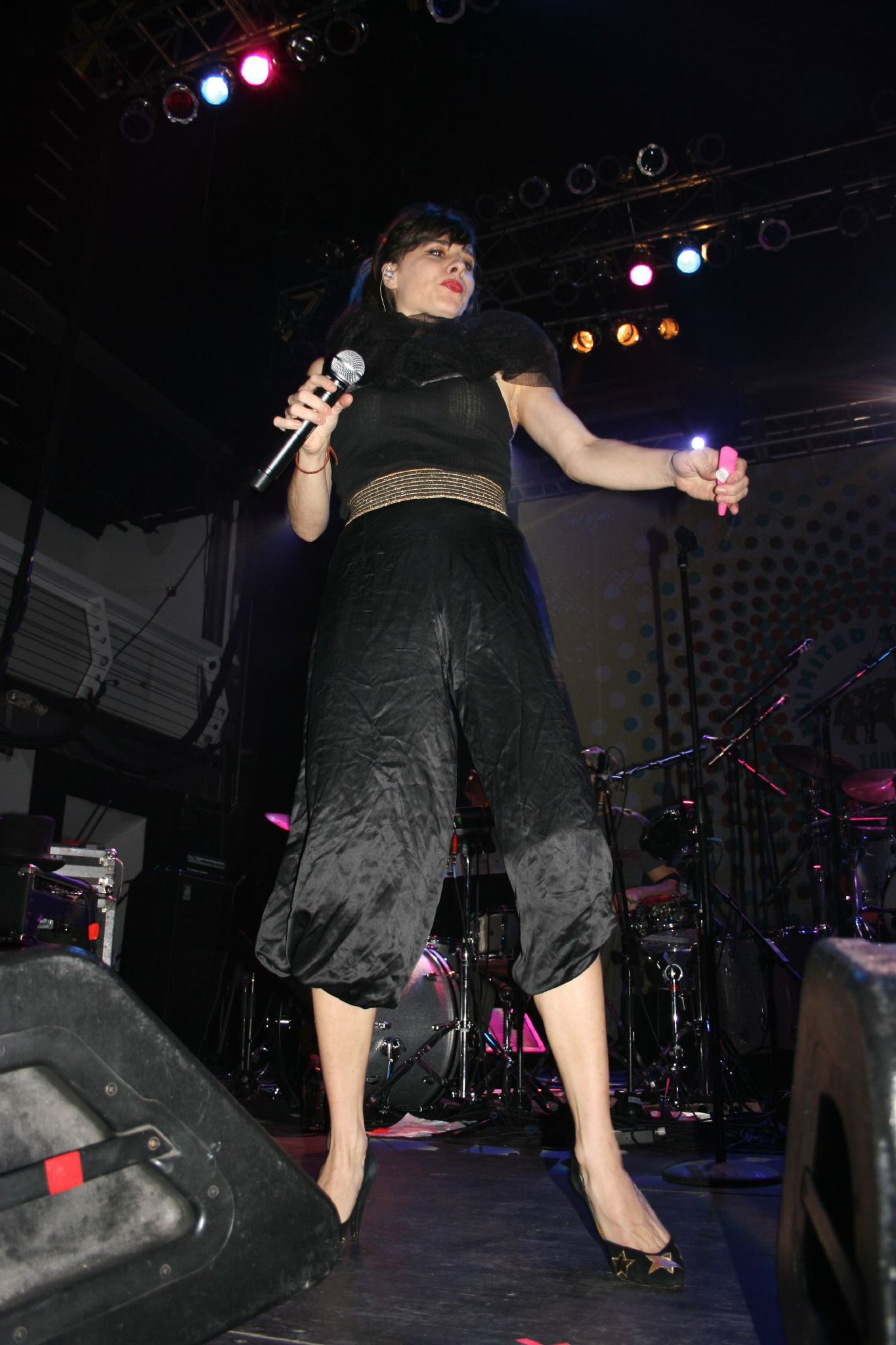
Мартина Скьюбба на Terminal 5 в Нью-Йорке